# Паролин, Пьетро
Пье́тро Пароли́н (итал. Pietro Parolin; род. 17 января 1955, Скьявон, Италия) — итальянский кардинал, ватиканский дипломат и куриальный сановник. Заместитель Секретаря по отношениям с государствами (третий по значимости пост в дипломатической службе Ватикана) с 30 октября 2002 по 17 августа 2009. Титулярный архиепископ Акуипендиум с 17 августа 2009 по 22 февраля 2014. Апостольский нунций в Венесуэле с 17 августа 2009 по 15 октября 2013. Государственный секретарь Святого Престола с 15 октября 2013. Кардинал-священник с титулом церкви Санти-Симоне-э-Джуда-Таддео-а-Торре-Анджела с 22 февраля 2014 по 28 июня 2018. Кардинал-епископ с титулом церкви Санти-Симоне-э-Джуда-Таддео-а-Торре-Анджела 28 июня 2018.

## Ранняя жизнь, образование и священство
Пьетро Паролин родился 17 января 1955 года, в Скьявоне, провинция Виченца, и был сыном управляющего магазина сельскохозяйственной техники и учительницы начальной школы. У него есть сестра и брат. Когда Пьетро Паролину было 10 лет, его отец погиб в автокатастрофе.
После того как он был рукоположён в сан священника 27 апреля 1980 года, его взяли в аспирантуру канонического права в Папском Григорианском университете и в то же время по дипломатии в Папскую Церковную Академию.

## На дипломатической службе Святого Престола
Отец Паролин поступил на дипломатическую службу Святого Престола в 1986 году в возрасте 31 года и служил Святому Престолу в качестве дипломата в течение 20 лет, в апостольских нунциатурах Нигерии и Мексики. Он служил в течение трёх лет в апостольской нунциатуре в Нигерии и еще три года (1989—1992 годы) в апостольской нунциатуре в Мексике. В Нигерии он познакомился с проблемами в христианско-мусульманских отношениях. Во время своего пребывания в Мексике он участвовал в заключительном этапе обширной работы, начатой архиепископом Джироламо Приджоне, которая привела к юридическому признанию Римско-католической церкви в 1992 году и установлению дипломатических отношений между Святым Престолом и Мексикой. Эти трудоемкие переговоры привели к тому, что Мексика официально отбросила светский и антиклерикальный отпечаток страны, который распространялся и на её Конституцию.
В Риме он был директором по следующим странам: Испании, Андорре, Италии, Сан-Марино. Он говорит по-итальянски, по-английски, по-французски, по-испански и на латинском языке.

## Заместитель Секретаря по отношениям с государствами

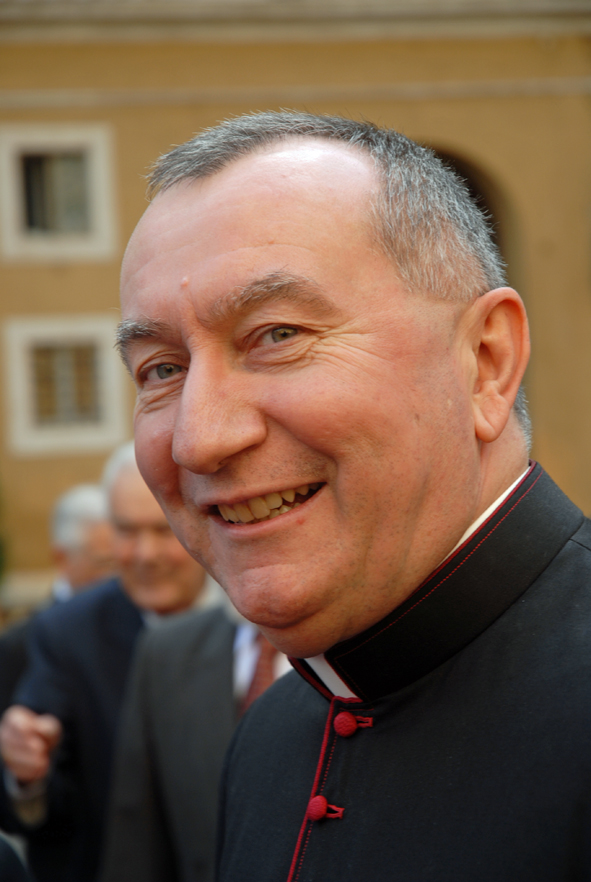
2006 год

30 ноября 2002 года монсеньор Паролин был назначен заместителем Секретаря по отношениям с государствами и служил под руководством архиепископов Торана, Лайоло и Мамберти.
Паролин также был в центре усилий Ватикана по продвижению договор о нераспространении ядерного оружия. Обращаясь к Международному Агентству по атомной энергии 18 сентября 2006 года, в его штаб-квартире в Вене, в Австрии, монсеньор Паролин упомянул это соглашение как «основание, чтобы следовать ядерному разоружению и важный элемент для дальнейшего развития ядерной энергетики для мирных целей». Он сказал: «Так как это соглашение — единственный многосторонний юридический инструмент, в настоящее время доступный, который намеревался вызвать ядерное оружие — свободный мир, этому нельзя позволить быть ослабленным. Человечество заслуживает не менее чем полное сотрудничество всех государств в этом важном вопросе».
Относительно недавних событий на международных переговорах относительно ядерной программы Ирана, ватиканское должностное лицо вновь подтвердило, «что существующие трудности могут и должен быть преодолены через дипломатические каналы, используя все средства, что дипломатия имеет в её распоряжении и рассматривает необходимым устранить все элементы, которые объективно препятствуют взаимному доверию».
Монсеньор Паролин представлял Ватикан в различных деликатных заданиях, в том числе в поездках в Северную Корею и Вьетнам, а также в 2007 году на «конференцию в Аннаполисе» по Ближнему Востоку созванной администрацией Буша.
Как ватиканский «заместитель министра иностранных дел», монсеньор Паролин имел дело с налаживанием отношений Святого Престола со Вьетнамом (он был частично ответственен за прокладывания пути к полным дипломатическим отношениям между двумя странами) и правовых вопросов между Ватиканом и Израилем, которые остаются нерешёнными. В начале понтификата Папы Бенедикта XVI, был восстановлен прямой контакт с Китаем. Именно в этом контексте Бенедикт XVI послал Послание китайским католикам в июне 2007 года.

### Вьетнамские переговоры
Переговоры между правительством и Ватиканом проводятся с 1990 года. В самом последнем раунде переговоров ватиканская делегация высокого уровня провела неделю во Вьетнаме на встрече с высшими должностными лицами Ханоя в надежде относительно налаживания основ для формальных дипломатических отношений. Монсеньор Паролин вел переговоры с вьетнамским правительством в феврале 2009 года, где они согласились что: «Вице-министр Квок Куонг подчеркнул последовательную политику Вьетнама по свободе совести также как достижения и текущую ситуацию по религиозным делам во Вьетнаме в недавние годы. Вице-министр Куонг выразил своё пожелание активного вклада Святого Престола в жизнь католического сообщества во Вьетнаме, укрепление солидарности между религиями и единого вьетнамского населения, и сильного единства Католической церкви во Вьетнаме с нацией через практический вклад в национальное строительство. В период встречи, обе стороны, поддержали глубокие и всесторонние обсуждения по двусторонним отношениям, включая проблемы, связанные с Католической церковью во Вьетнаме. Обе стороны также подтвердили поддерживающее развитие в отношениях между Вьетнамом и Святым Престолом с 1990 года. Обе стороны согласились, что первая встреча общей рабочей группы была новым и важным шагом вперед в их двусторонних отношениях, и большие усилия должны быть сделаны, чтобы далее продвинуть двусторонние связи. Обе стороны согласились провести вторую встречу общей рабочей группы. Время и место встречи будут согласованы должным образом».
Вьетнам имеет одно из самых больших католических населений Азии, с более чем 6 миллионами последователей.

## Апостольский нунций в Венесуэле
17 августа 2009 года монсеньор Паролин был назначен апостольским нунцием в Венесуэле папой римским Бенедиктом XVI и титулярным архиепископом Акуипендиум. Ему наследовал на его посту заместителя Секретаря по отношениям с государствами монсеньор Этторе Балестреро. Паролин был посвящён в сан епископа папой римским Бенедиктом XVI 12 сентября 2009 года, кардиналы Тарчизио Бертоне и Уильям Левада выступали в качестве соконсекраторов, возлагая епископское рукоположение и на двух других недавно назначенных апостольских нунциев Габриэля Джордано Качча и Франко Копполу. Новое назначение для Паролин будет трудным, так как конфликты между государством и Церковью в Венесуэле повышаются, поскольку президент Уго Чавес пытается далее осуществлять свою социалистическую революцию.

## Государственный секретарь Святого Престола

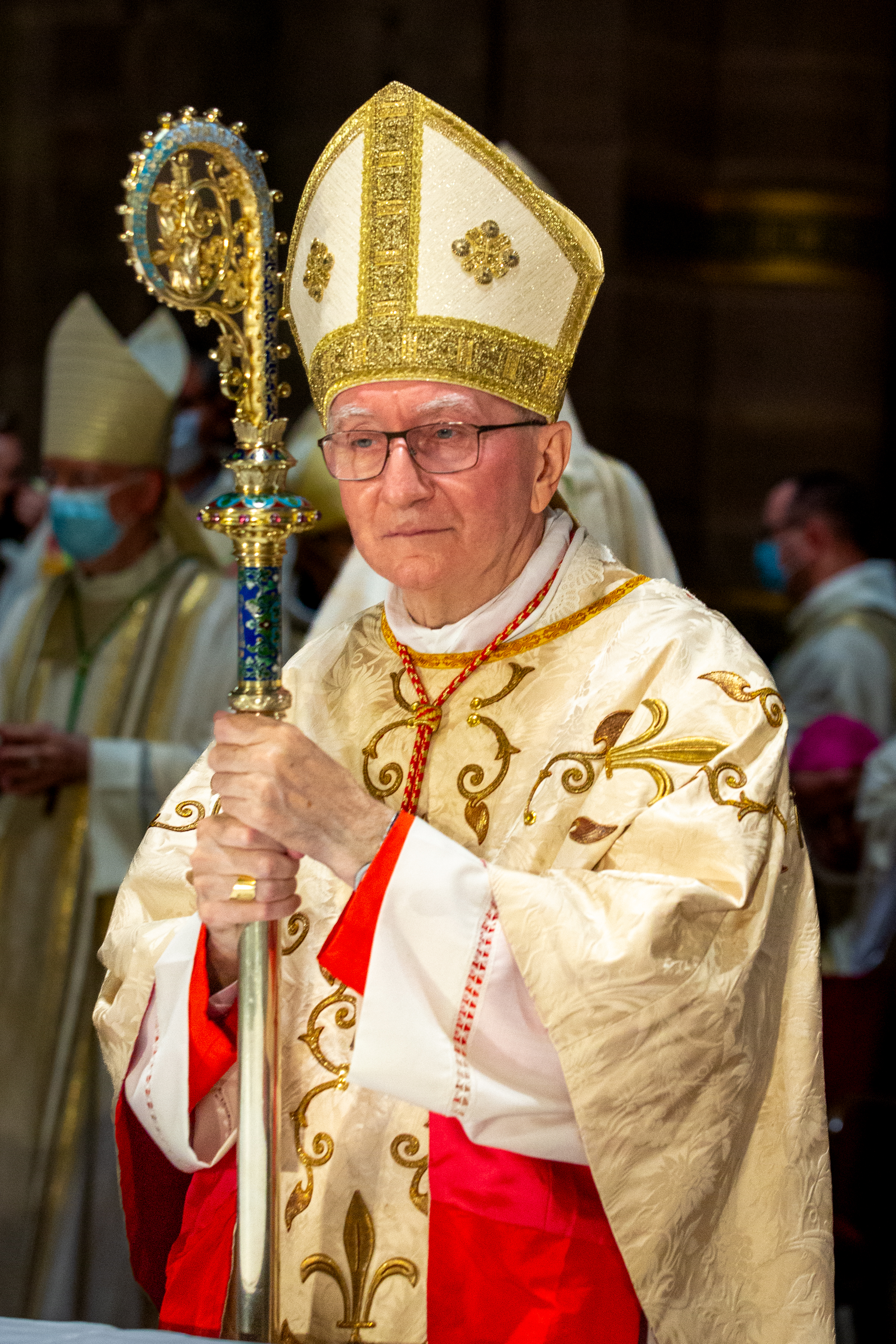
2021 год

31 августа 2013 года папа Франциск, в соответствии с каноном 354 Кодекса канонического права, принял отставку кардинала Тарчизио Бертоне, с поста государственного секретаря Святого Престола, прося его оставаться в должности до 15 октября 2013 года, со всеми дополнительными постами. В то же время, Папа назначил Пьетро Паролина, титулярного архиепископа Акуипендиума, апостольского нунция в Венесуэле, новым государственным секретарём Святого Престола. Он занял свой пост 15 октября 2013 года.
Пьетро Паролин самый молодой государственный секретарь Святого Престола со времён кардинала Эудженио Пачелли, ставшего государственным секретарём в 54 года. Паролин считается представителем школы кардиналов Казароли и Сильвестрини — этих двух крупнейших ватиканских дипломатов эпохи пост II Ватикана.
Архиепископ Паролин не был назначен про-государственным секретарём в это время, как это принято для архиепископов, которые имеют должность в Римской курии, обычно назначается кардинал, потому что он ещё официально не вступил в должность. Ожидалось, что Паролин будет возведён в кардиналы на следующей консистории, в связи с тем, что пост государственного секретаря Святого Престола, по степени важности такой, что его всегда занимает кардинал.
Стал первым в истории государственным секретарём, не имеющим кардинальского достоинства.

## Кардинал
Как и ожидалось многими экспертами, 12 января 2014 года было объявлено, что Пьетро Паролин будет возведён в кардиналы на консистории от 22 февраля 2014 года, его имя первое в списке.
28 июня 2018 года Папа Франциск возвёл Паролина в ранг кардинала-епископа.

## Оценки
Следующую оценку дал Пьетро Паролину его бывший начальник кардинал Джованни Лайоло:

Я всегда восхищался им. Для меня, его назначение в качестве госсекретаря, это хорошая новость. Это хорошая новость для Церкви и, в частности, для Святого Престола.— Новый Госсекретарь Ватикана. Кто такой Пьетро Паролин?

## Награды
- Кавалер Большого креста ордена «За заслуги перед Итальянской Республикой» (24 июня 2005 года)[14].
- Командор ордена «За заслуги перед Федеративной Республикой Германия» (2009 год)[15].
- Командор со звездой ордена Заслуг перед Республикой Польша[16].
- Большой крест ордена Ацтекского орла специального класса (Мексика)[17].
- Цепь ордена Звезды Румынии (2015 год)[18].
- Кавалер Большого креста ордена Витаутаса Великого (Литва, 6 мая 2016 года)[19].
- Великий офицер ордена Трёх звёзд (Латвия, 29 апреля 2021 года)[20].
- Орден «Стара Планина» I степени (Болгария, 2016 год)[21].
- Большой крест ордена Заслуг (Венгрия, 2022 год)[22].
- Орден «За заслуги» II степени (Украина, 28 декабря 2023 года) — за весомый личный вклад в укрепление межгосударственного сотрудничества, поддержку государственного суверенитета и территориальной целостности Украины, популяризацию Украинского государства в мире[23].
- Орден Почёта (Армения, 8 октября 2021 года) — за значительный вклад в развитие и укрепление межгосударственных отношений между Арменией и Святым Престолом[24].